# Forces armées biélorusses
Les forces armées biélorusses (en biélorusse : Узброеныя сілы Рэспублікі Беларусь - УС РБ, Uzbrojenyja sily Respubliki Bielarus, en russe : Boopyжённыe силы Pecпyблики Бeлapycь, Vooruzhennye sily Respubliki Belarus) consistent en une armée de terre et une armée de l'air. La Biélorussie étant un pays enclavé, elle ne dispose pas de marine. Le ministère de la Défense de la République du Bélarus (en russe : Министерство обороны Республики Беларусь, biélorusse: Мiнiстэрства абароны Рэспублікі Беларусь) est l'organisme gouvernemental responsable des forces armées. Le commandant en chef actuel de l'armée biélorusse est Alexandre Loukachenko.
L'armée biélorusse est constituée après l'indépendance du pays vis-à-vis de l'URSS en 1992. Ses effectifs sont de 79 800 personnels actifs en 2002 et de 289 500 réservistes. 1,4 % de PIB est consacré aux forces armées, par ailleurs 4 560 soldats sont déployés autour des frontières.

Drapeau des forces armées biélorusses.

## Doctrine et partenariat avec la Russie
Les objectifs militaires des forces armées du Bélarus sont de défendre les intérêts de l'État biélorusse. Ceux-ci sont toutefois ambiguës, d'autant plus rendus complexes par les différents accords qui ont été récemment signés avec la Russie. L'adhésion à la Communauté des États indépendants, ainsi que le traité de 1996 sur l'Union de la Russie et de la Biélorussie, confirment un partenariat étroit avec la Russie. Une grande partie du système de défense antiaérien est intégré dans le réseau de défense russe, et en 2006 les deux pays ont signé un accord sur la création d'un système de défense aérienne unifié.
En 2023, Vladimir Poutine annonce son intention de déployer des armes nucléaires tactiques en Biélorussie, avec l'accord du président Alexandre Loukachenko. Le transfert officiel des ogives nucléaires débute le 16 juin 2023. Toutefois, ces armes restent sous le contrôle exclusif de la Russie.

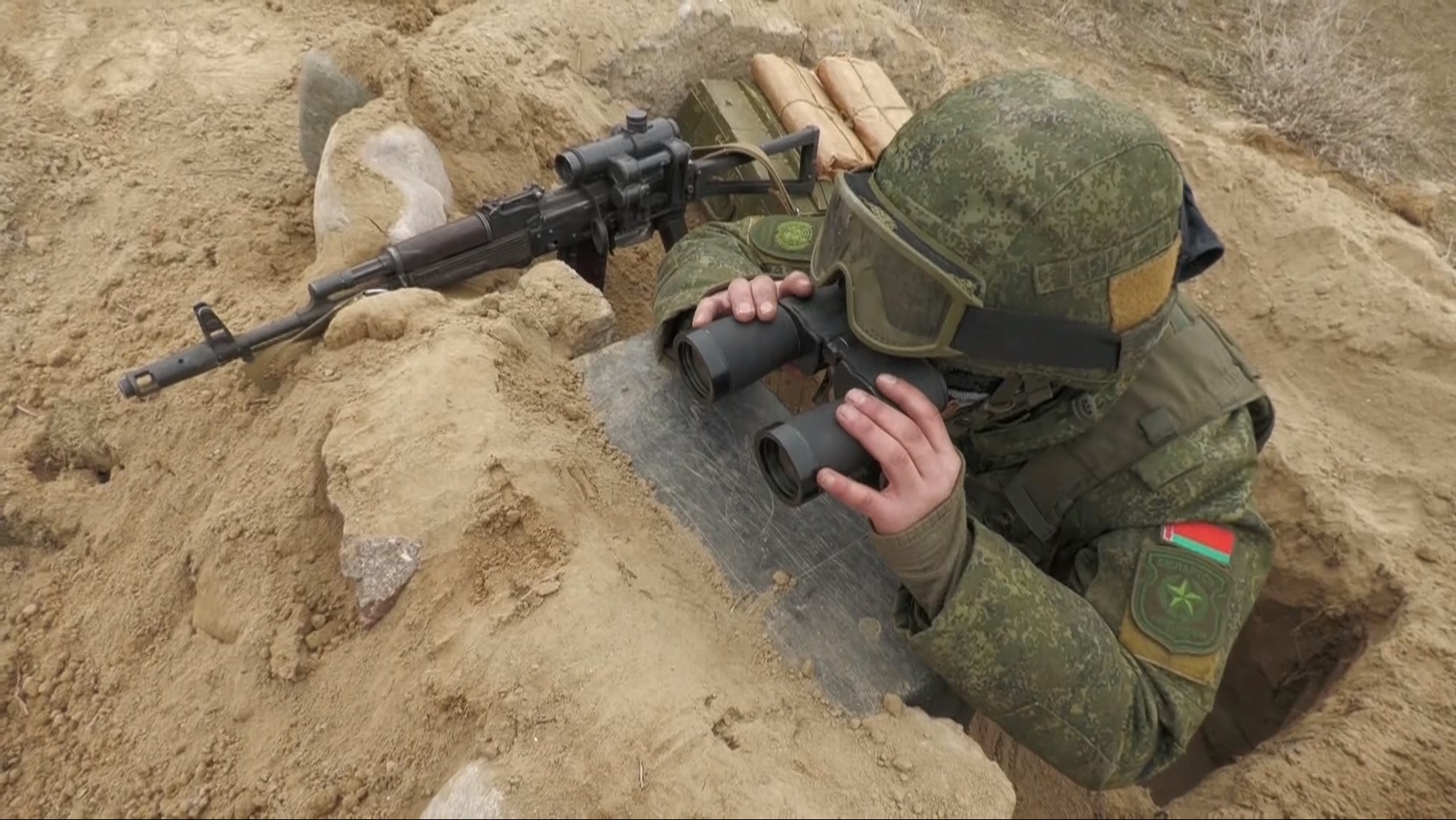
Un militaire biélorusse déployé dans le cadre de l'Organisation du traité de sécurité collective lors de la révolte de 2022 au Kazakhstan.

### Groupe Wagner
À la suite de la rébellion du Groupe Wagner en juin 2023 une partie des forces de Wagner se rend en Biélorussie. Une partie des mercenaires sont plus ou moins intégrés aux forces de sécurité Biélorusse et serviront d'instructeurs pour former les forces armées du pays sur diverses techniques de combat acquises pendant la guerre en Ukraine.

## Équipement des forces armées

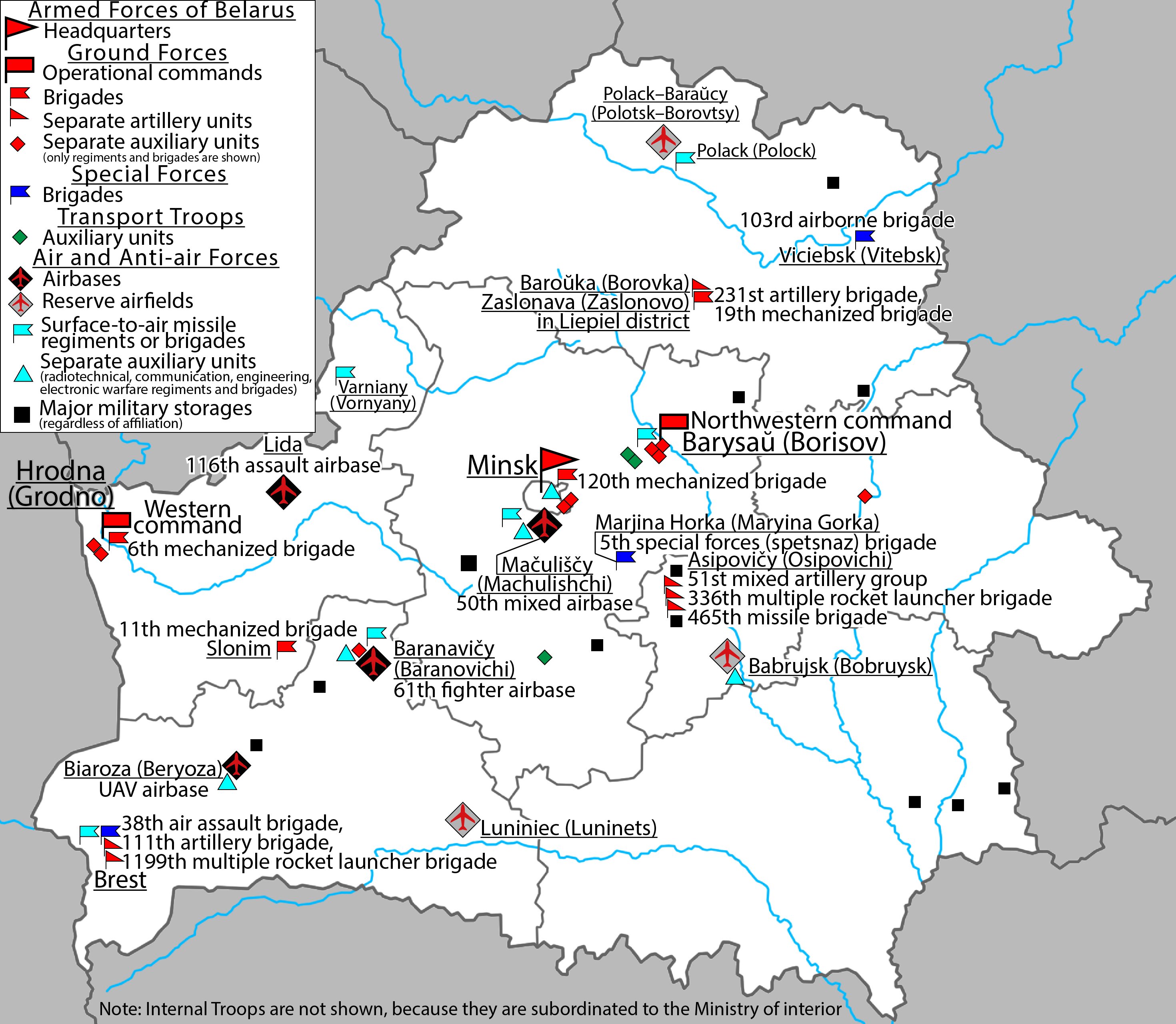
Localisation des principales unités biélorusses en 2021
Armée de terre
Force aérienne et de défense aérienne
Forces spéciales
Troupes de transport

Le matériel biélorusse date majoritairement de l'ère soviétique. Il se compose ainsi de T-72 (1 465 exemplaires), T-62 (170 exemplaires, en réserve) et de T-55 (29 exemplaires, en réserve) ainsi que de BMP-1 (109 exemplaires), BMP-2 (1 164 exemplaires) et de BMD-1 (154 exemplaires), de BTR-60 (188 exemplaires), de BTR-70 (446 exemplaires), de BTR-80 (194 exemplaires) et de BM-21 Grad [Quand ?].
Un institut letton estime, en 2021, que l’armée de terre biélorusse peut être intégrée à la 1re armée de chars russe, et dispose principalement de quatre brigades mécanisées pouvant déployer huit bataillons de chars (environ 250 chars) et 14 mécanisés (560 véhicules de combat d'infanterie /véhicules de transport de troupes). Elle pourrait, en théorie, engager ce niveau de capacité dans des opérations de combat au cours des trois premiers mois d'une guerre. Mais comme les brigades ont en temps de paix des niveaux d'effectifs de 40 à 50 %, seules des unités à mi-effectif seraient disponibles avec un avertissement de quelques semaines. Au total, les forces terrestres comptent quelque 45 000 hommes et environ 1 200 chars de combat principaux et 3 400 VCI/VTT dispersés dans les unités actives et les bases de stockage. Il est hautement improbable que tous soient maintenus en état de préparation.
La force aérienne se constitue de MiG-29, Su-27, Su-24, Su-25 et également de Mil Mi-8, Mil Mi-24 et de Mil Mi-2. La Biélorussie achète toutefois en décembre 2005 10 L-39 à l'Ukraine et prévoit d'acheter des Su-30 afin de moderniser son armée de l'air.
L'infanterie est quant à elle équipée du classique AK-74, de RPK, RPD, PKM, DShK, AKM, RPG-7, SPG-9 et de SVD. L'arme de poing reste le célèbre Makarov PM, qui fut en service dans l'ex-Armée soviétique dès 1951.
Lors l'invasion de l'Ukraine par la Russie en 2022, une partie des équipements militaires biélorusses est transféré à la Russie tandis que les forces russes opèrent depuis son territoire.
| Équipement terrestre                    | Équipement terrestre            | Équipement terrestre    | Équipement terrestre | Équipement terrestre |
| Type                                    | Modèle                          | Origine                 | Quantité en 2025     | Commentaires         |
| --------------------------------------- | ------------------------------- | ----------------------- | -------------------- | -------------------- |
| Char de combat principal                | T-72B T-72B3                    | Union soviétique Russie | 477 20               |                      |
| Véhicule de combat d'infanterie         | BMP-2                           | Union soviétique Russie | 906                  |                      |
| Véhicule de combat d'infanterie         | BTR-82A                         | Russie                  | 100                  |                      |
| Véhicule blindé de transport de troupes | MT-LB                           | Union soviétique        | 78                   |                      |
| Véhicule blindé de transport de troupes | BTR-80                          | Union soviétique Russie | 153                  |                      |
| Véhicule blindé de transport de troupes | BTR-70M1                        | Union soviétique        | 64                   |                      |
| Véhicule blindé                         | Tigr                            | Russie                  | N/C                  |                      |
| Véhicule blindé                         | Volat V1                        | Biélorussie             | N/C                  |                      |
| Véhicule blindé                         | Cayman BRDM                     | Biélorussie             | 13                   |                      |
| Véhicule blindé                         | CS/VN3B                         | Chine                   | 12                   |                      |
| Véhicule anti-chars                     | 9P148 Konkurs                   | Union soviétique        | 75                   |                      |
| Véhicule anti-chars                     | 9P149 Shturm                    | Union soviétique        | 85                   |                      |
| Artillerie                              |                                 |                         |                      |                      |
| Obusier automoteur                      | 2S1 Gvozdika                    | Union soviétique        | 125                  |                      |
| Obusier automoteur                      | 2S3 Akatsiya                    | Union soviétique        | 125                  |                      |
| Obusier automoteur                      | 2S5 Giatsint-S                  | Union soviétique        | 107                  |                      |
| Obusier                                 | 2A65 Msta-B                     | Union soviétique        | 108                  |                      |
| Obusier                                 | D-30                            | Union soviétique        | 24                   |                      |
| Lance-roquettes multiple                | BM-21 Grad                      | Union soviétique        | 128                  |                      |
| Lance-roquettes multiple                | 9P140 Ouragan                   | Union soviétique        | 36                   |                      |
| Lance-roquettes multiple                | BM-30 Smertch                   | Union soviétique        | 9                    |                      |
| Lance-roquettes multiple                | Polonez                         | Biélorussie             | 10                   |                      |
| Mortier                                 | 2S12 Sani                       | Union soviétique        | 14                   |                      |
| Mortier                                 | 2B23 NONA-M1                    | Russie                  | 18                   |                      |
| Missile balistique tactique             | 9K720 Iskander                  | Russie                  | 8                    | Capacités nucléaires |
| Défense aérienne                        |                                 |                         |                      |                      |
| Type                                    | Modèle                          | Origine                 | Quantité en 2025     | Commentaires         |
| Missile anti-aérien longue portée       | S-400                           | Russie                  | 16                   |                      |
| Missile anti-aérien longue portée       | S-300 PT S-300 PS               | Union soviétique Russie | 60 48                |                      |
| Missile anti-aérien moyenne portée      | 9K37 Bouk                       | Union soviétique Russie | N/C                  |                      |
| Missile anti-aérien courte portée       | 9K331ME Tor-M2E 9K331MK Tor-M2K | Russie Biélorussie      | 21 4                 |                      |
| Missile anti-aérien courte portée       | 9K33 Osa                        | Union soviétique        | N/C                  |                      |
| Missile anti-aérien courte portée       | 9K35 Strela-10                  | Union soviétique        | N/C                  |                      |
| Véhicule anti-aérien courte portée      | 2K22 Toungouska                 | Union soviétique        | N/C                  |                      |
| Canon anti-aérien                       | Zu-23-2                         | Union soviétique        | N/C                  |                      |
| Équipement aérien                       |                                 |                         |                      |                      |
| Type                                    | Modèle                          | Origine                 | Quantité en 2025     | Commentaires         |
| Chasseur multi-rôle                     | Su-30SM                         | Russie                  | 4                    |                      |
| Chasseur                                | Su-27UB Su-27B Su-27C           | Union soviétique Russie | 21                   | En réserve           |
| Chasseur                                | Mig-29UB Mig-29S                | Union soviétique Russie | 24                   | Dont 16 en réserve   |
| Avion d'attaque au sol                  | Su-25K Su-25UBK                 | Union soviétique Russie | 21                   |                      |
| Avion de transport                      | Il-76                           | Union soviétique        | 11                   |                      |
| Avion de transport                      | An-26                           | Union soviétique        | 2                    |                      |
| Avion de transport                      | Tu-134                          | Union soviétique        | 1                    |                      |
| Avion d’entraînement                    | L-39 Albatros                   | République tchèque      | 9                    | Racheté à l'Ukraine  |
| Avion d’entraînement                    | Yak-130                         | Russie                  | 11                   |                      |
| Hélicoptère de combat                   | Mi-24 Mi-35M Mi-24K             | Union soviétique Russie | 7 8 5                |                      |
| Hélicoptère polyvalent                  | Mi-8 Mi-8MTV-5                  | Union soviétique Russie | 8 12                 |                      |
| Drone suicide                           | Geran-2                         | Iran Russie             | N/C                  |                      |

## Engagements internationaux
En 2011, l'armée biélorusse est déployée dans un seul pays avec 3 militaires au sein de la FINUL au Liban.

## Soutien à l'agression russe de l'Ukraine en 2022
Sans être directement impliquée dans le conflit, la Biélorussie soutien l'action de la Russie en Ukraine.

### Exercices militaires communs
Du 10 au 20 février 2022 des exercices militaires ont eu lieu entre les armées de Russie et de Biélorussie.

### Base arrière pour l'armée Russe
Les forces russes entrent en Ukraine notamment par la frontière entre l'Ukraine et la Biélorussie. Alexandre Loukachenko précise toutefois : « Nos troupes ne prennent aucune part à cette opération. ».